# Форествілл (Мічиган)
Форествілл (англ. Forestville) — селище (англ. village) в США, в окрузі Сенілак штату Мічиган. Населення — 104 особи (2020).

## Географія
Форествілл розташований за координатами 43°39′36″ пн. ш. 82°36′45″ зх. д. / 43.66000° пн. ш. 82.61250° зх. д. (43.659867, -82.612562).  За даними Бюро перепису населення США в 2010 році селище мало площу 2,06 км², уся площа — суходіл.

## Демографія
Згідно з переписом 2010 року, у селищі мешкало 136 осіб у 58 домогосподарствах у складі 36 родин. Густота населення становила 66 осіб/км².  Було 164 помешкання (80/км²).
Расовий склад населення:
| - 97,1 % — білих - 1,5 % — корінних американців |

До двох чи більше рас належало 0,7 %. Частка іспаномовних становила 5,1 % від усіх жителів.
За віковим діапазоном населення розподілялося таким чином: 17,6 % — особи молодші 18 років, 57,4 % — особи у віці 18—64 років, 25,0 % — особи у віці 65 років та старші. Медіана віку мешканця становила 55,5 року. На 100 осіб жіночої статі у селищі припадало 103,0 чоловіків;  на 100 жінок у віці від 18 років та старших — 96,5 чоловіків також старших 18 років.
Середній дохід на одне домашнє господарство  становив 47 009 доларів США (медіана — 41 875), а середній дохід на одну сім'ю — 52 980 доларів (медіана — 49 167). За межею бідності перебувало 1,4 % осіб, у тому числі 0,0 % дітей у віці до 18 років та 4,0 % осіб у віці 65 років та старших.
Цивільне працевлаштоване населення становило 19 осіб. Основні галузі зайнятості: виробництво — 31,6 %, освіта, охорона здоров'я та соціальна допомога — 26,3 %, науковці, спеціалісти, менеджери — 15,8 %, оптова торгівля — 10,5 %.